# Medicamento aprobado
Un fármaco aprobado es un preparado medicinal que ha sido validado para un uso terapéutico por una autoridad competente de un gobierno. Este proceso suele ser específico por país, salvo que se especifique lo contrario.

## Proceso por país

### Estados Unidos
En Estados Unidos, la FDA aprueba los medicamentos. Antes de poder recetar un medicamento, debe someterse al proceso de aprobación de la FDA. Aunque es factible que un medicamento se utilice fuera de la etiqueta (para indicaciones no aprobadas), sigue siendo necesario que esté aprobado para una enfermedad o condición médica específica. Las empresas farmacéuticas que quieren vender un medicamento en Estados Unidos deben probarlo primero. A continuación, la empresa envía al Administración de Alimentos y Medicamentos (CDER) de la Administración de Alimentos y Medicamentos (FDA) las pruebas de estos ensayos para demostrar que el medicamento es seguro y eficaz para su uso previsto. La presentación ante la FDA requiere el pago de una tasa. Para el ejercicio 2020, esta tasa fue: para una solicitud que requiere datos clínicos (2.942.965 dólares) y para una solicitud que no requiere datos clínicos (1.471.483 dólares). Un equipo de médicos, estadísticos, químicos, farmacólogos y otros científicos del CDER revisa los datos de la empresa y el etiquetado propuesto. Si esta revisión independiente e imparcial establece que los beneficios para la salud de un medicamento son mayores que sus riesgos conocidos, se aprueba su venta. En realidad, el centro no prueba los medicamentos por sí mismo, aunque sí lleva a cabo una investigación limitada en las áreas de estándares de calidad, seguridad y eficacia de los medicamentos.
A finales de 2013, la FDA y sus predecesores habían aprobado 1.452 fármacos, aunque no todos siguen disponibles y algunos han sido retirados por motivos de seguridad. Teniendo en cuenta las adquisiciones corporativas posteriores, estas aprobaciones fueron obtenidas por aproximadamente 100 organizaciones diferentes.

### Unión Europea
En la Unión Europea, es la Agencia Europea de Medicamentos (EMA) la que evalúa los medicamentos.

### Japón
En Japón, la agencia que regula los medicamentos es la Pharmaceuticals and Medical Devices Agency (PMDA).

## Aprobación
Por término medio, sólo uno de cada 5.000 compuestos que llega a la fase de desarrollo preclínico se convierte en un medicamento aprobado. Sólo el 10% de los fármacos que se inician en ensayos clínicos en humanos se convierten en un medicamento aprobado.